# 시무라사카우에역
시무라사카우에역(일본어: 志村坂上駅, しむらさかうええき)은 일본 도쿄도 이타바시구에 있는 철도역이다.

## 역 구조
상대식 승강장 2면 2선의 지하역. 니시타카시마다이라 역 방면으로는 고가역인 구조가 나타나고 승강장 서쪽에는 터널 갱구가 있다.
개찰구가 양쪽에 떨어져 있어 공동으로 역무원이 상주하고 있다.
출입구 4개소가 존재하며, A1과 A2 출입구는 시무라이치리즈카 사거리 쪽에 개찰구가 있고 A3과 A4 출구는 시무라사카우에 교차로 쪽에 개찰구가 설치되어 있다.
화장실은 스가모 방향 승강장의 시무라 3초메 쪽에 있으며, 다기능 화장실을 병설하고 있다.

### 승강장
| 1 | 도영 지하철 미타 선 | 오테마치・메구로・히요시 방면 |
| 2 | 도영 지하철 미타 선 | 니시타카시마다이라 방면       |

## 역 주변
- 아즈사와
- 쇼도섬
- 이타바시추오 종합 병원
- 시무라 경찰서
- 시무라 긴자 상점가
- 탑콘 본사
- 미쓰기 공원
- 아즈사와 선착장
- 시무라 이치리즈카
- 이온 스타일 이타바시마에노초

## 역사
- 1968년 12월 27일: 영업 개시.
- 1978년 7월 1일: 6호선을 미타 선으로 노선명 변경.

## 인접역
| 도쿄 도 교통국 미타 선        | 도쿄 도 교통국 미타 선 | 도쿄 도 교통국 미타 선                    |
| ----------------------------- | ---------------------- | ----------------------------------------- |
| I 20 모토하스누마 메구로 방면 | 미타 선                | 시무라 3초메 I 22 니시타카시마다이라 방면 |